# Adams, Wisconsin
Adams là một thành phố thuộc quận Adams, tiểu bang Wisconsin, Hoa Kỳ. Năm 2000, dân số của thành phố này là 1831 người.